# العطلات الرسمية في سان مارينو
هذه قائمة بالعطلات الرسمية في سان مارينو.

## العطل الرسمية

### العطل الرسمية والمهرجانات
| تاريخ                                                          | اسم                           | السبب                                                                                             |
| -------------------------------------------------------------- | ----------------------------- | ------------------------------------------------------------------------------------------------- |
| 1 يناير                                                        | يوم السنة الجديدة             | مهرجان بمناسبة بداية العام الجديد                                                                 |
| 6 يناير                                                        | عيد الظهور الإلهي             | يحيي ذكرى زيارة المجوس الثلاثة أو المجوس للطفل يسوع                                               |
| 5 فبراير                                                       | عيد القديسة أغاثا             | إحياء ذكرى القديسة أغاثا, شريكة الجمهورية بعد تحرير البلاد من الحكم الأجنبي في يوم عيدها عام 1740 |
| متغير, الأحد الأول بعد اكتمال القمر الأول بعد الاعتدال الربيعي | عيد الفصح                     | قيامة يسوع                                                                                        |
| متغير, يوم الاثنين بعد عيد الفصح                               | إثنين الفصح                   | الاثنين بعد عيد الفصح                                                                             |
| 25 مارس                                                        | ذكرى Arengo                   | ذكرى 1906 Arengo و Festa delle Milizie (عيد المقاتلين)                                            |
| 1 يجوز                                                         | يوم العمل                     | احتفال العمال والموظفين                                                                           |
| متغير, أول خميس بعد أحد الثالوث                                | عيد القربان                   | تذكار جسد ودم يسوع المسيح                                                                         |
| 28 يوليو                                                       | التحرر من الفاشية             | إحياء ذكرى سقوط حزب سامارينيني الفاشي                                                             |
| 15 أغسطس                                                       | فيرّاغوستو (افتراض)            | ذكرى صعود العذراء مريم إلى السماء                                                                 |
| 3 سبتمبر                                                       | عيد القديس مارينوس والجمهورية | العيد الوطني للقديس مارينوس (سان مارينو), الاحتفال بأصل الجمهورية عام 301 م                       |
| 1 نوفمبر                                                       | عيد كل القديسين               | العيد المخصص لجميع القديسين                                                                       |
| 2 نوفمبر                                                       | تخليد ذكرى كل من مات في الحرب | ذكرى كل من ضحوا بحياتهم من أجل سان مارينو في الحرب                                                |
| 8 ديسمبر                                                       | الحبل بلا دنس                 | ذكرى الحبل بمريم العذراء بدون خطيئة أصلية                                                         |
| 24 ديسمبر                                                      | اليوم الذي يسبق ليلة الميلاد  | قبل يوم من ذكرى ولادة يسوع                                                                        |
| 25 ديسمبر                                                      | عيد الميلاد                   | ولادة يسوع                                                                                        |
| 26 ديسمبر                                                      | عيد القديس ستيفن              | ذكرى وفاة القديس اسطفانوس أول شهيد مسيحي                                                          |
| 31 ديسمبر                                                      | ليلة رأس السنة                | الاحتفال الذي يختتم ويصادف نهاية العام                                                            |